# Vévodský sasko-ernestinský domácí řád
Vévodský sasko-ernestinský domácí řád (německy: Herzoglich Sachsen-Ernestinischer Hausorden) bylo vyznamenání Ernestinských vévodství. Založen byl třemi vévody roku 1833. Jako státní vyznamenání byl udílen do roku 1918. Po pádu monarchie zůstal pouze neoficiálním dynastickým řádem.

## Historie a pravidla udílení
Řád byl založen 25. prosince 1833 sasko-altenburským vévodou Fridrichem, sasko-kobursko-gothajským vévodou Arnoštem I. a sasko-meiningenským vévodou Bernhardem II. jako společný řád Ernestinských vévodství.
Udělení řádu nejvyšší třídy bylo spojeno s povýšením oceněného do šlechtického stavu. Pokud byl vyznamenaný aristokratického původu, pak došlo k povýšení jeho hodnosti z rytíře na barona či z barona na hraběte. Každé ze tří vévodství mohlo jmenovat třetinu členů z každé třídy. Řády udělené cizincům se do maximálního počtu členů řádu nepočítaly. S udělením řádu cizinci však musela souhlasit dvě ze tří vévodství. Kolem roku 1890 byla vytvořena pátá třída řádu.
Po roce 1918 byl řád udílen již pouze jako neoficiální dynastický řád především vévodou Karlem Eduardem Sasko-Kobursko-Gothajským. Tuto praxi kolem roku 1936 zakázal Adolf Hitler. Opětovně byl jako dynastický řád udílen od roku 1955.

## Třídy
Řád byl udílen ve čtyřech řádných třídách. Náležela k němu také medaile.
- velkokříž – Počet žijících členů této třídy byl omezen na 9. Velkokříž náležel také knížatům vládnoucích dynastií tří vévodství, která se však do povoleného limitu nepočítala.
- komtur I. třídy – Počet žijících členů této třídy byl omezen na 12.
- komtur II. třídy – Počet žijících členů této třídy byl omezen na 18.
- rytíř – Počet žijících členů této třídy byl omezen na 36.

Okolo roku 1890 byla přidána pátá třída řádu:
- rytíř II. třídy

## Insignie
Řádový odznak má tvar bíle smaltovaného maltézského kříže s hroty zakončenými zlatými kuličkami. Mezi rameny kříže jsou zlatí lvi. Uprostřed je zlatý kulatý medailon s portrétem Arnošta Sasko-Gothajsko-Altenburského zvaného Zbožný. Medailon je lemován modře smaltovanou stuhou se zlatým nápisem FIDELITER ET CONSTANTER. Okraj je lemován zeleně smaltovaným dubovým věncem zdobeným zlatou stuhou. Na zadní straně je v medailonu saský znak obklopený modře smaltovaným věncem s nápisem 25. DECEMBER 1833 a stejným dubovým věncem jako na přední straně. Ke stuze je odznak připojen pomocí přechodového prvku ve tvaru zlaté královské koruny. Do roku 1864 byly sasko-altenburské insignie označeny písmenem F, sasko-kobursko-gothajské insignie písmenem E a sasko-meiningenské písmenem B. V případě udělení řádu cizincům chyběly na odznaku dubové věnce.
Řádová hvězda sestává střídavě ze zlatých a stříbrných cípů. Uprostřed je položen řádový odznak, v jehož středu je medailon se saskou korunou. Řádová hvězda ve třídě komtura I. třídy měla až do roku 1864 tvar jednoduchého fasetovaného kříže s diamantovou korunkou a řádovým heslem ve středovém medailonu. Kolem roku 1865 získala podobu hvězdy ve tvaru kosočtverce.
Řádový řetěz byl udílen pouze panovníkům a dalším členům panovnické rodiny. Skládá se z bíle smaltovaných křížů s písmenem E, z článků ve tvaru zlatých korun a článků ve tvaru zlatých lvů. Odznak byl připojen ke článku ve tvaru saského erbu.
Stuha je karmínové barvy se zelenými pruhy při obou okrajích.

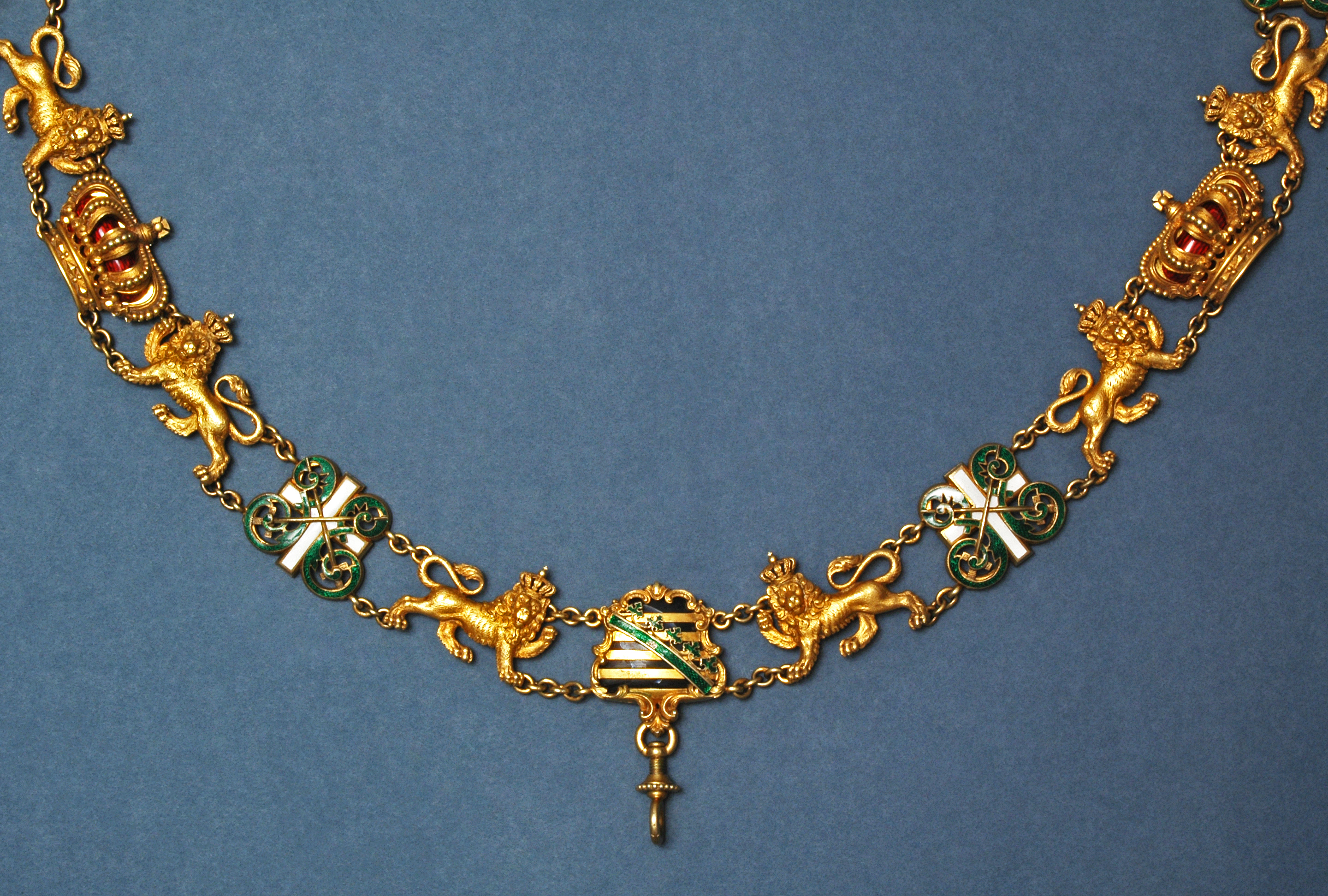
Řádový řetěz
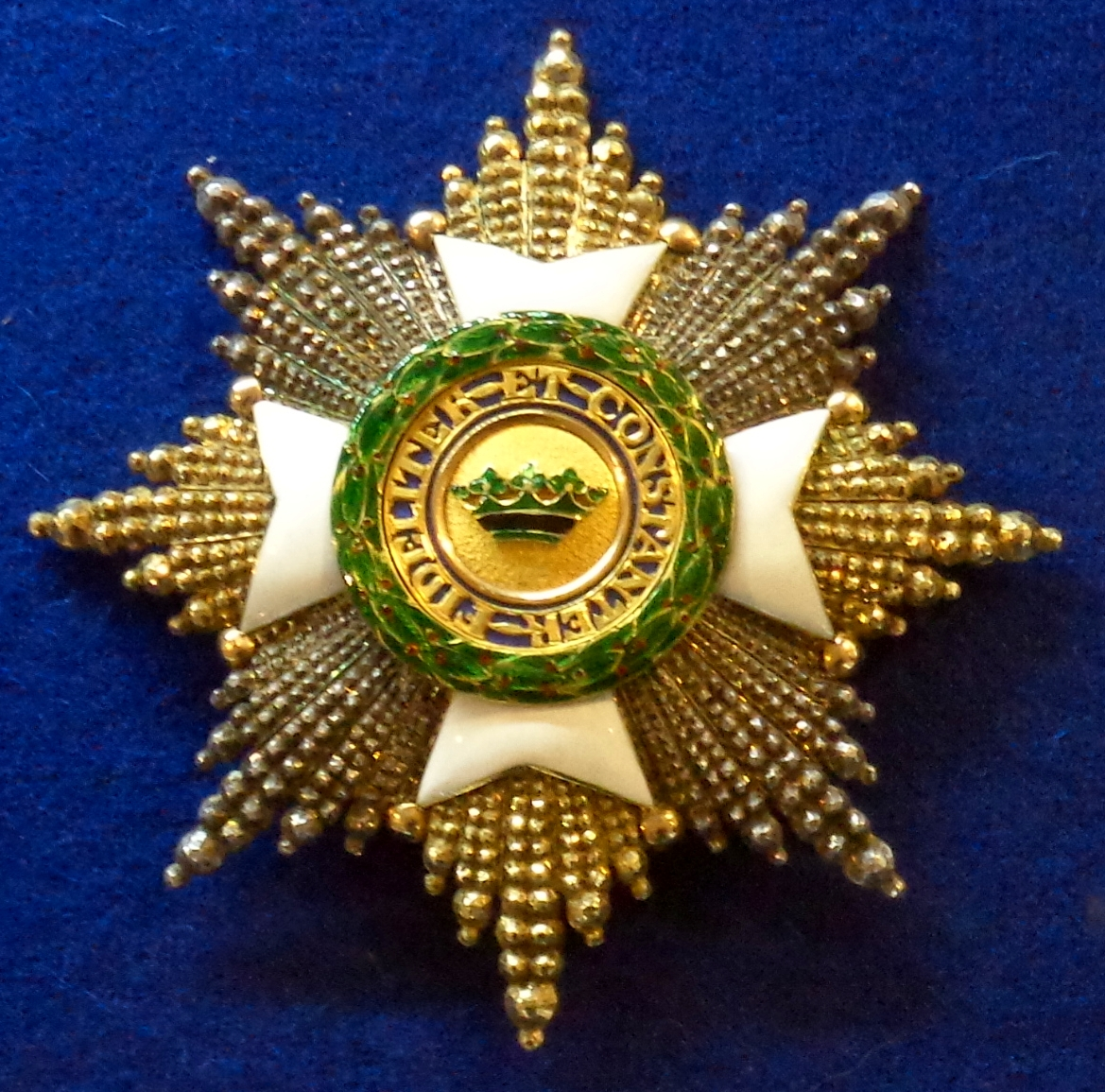
Řádová hvězda
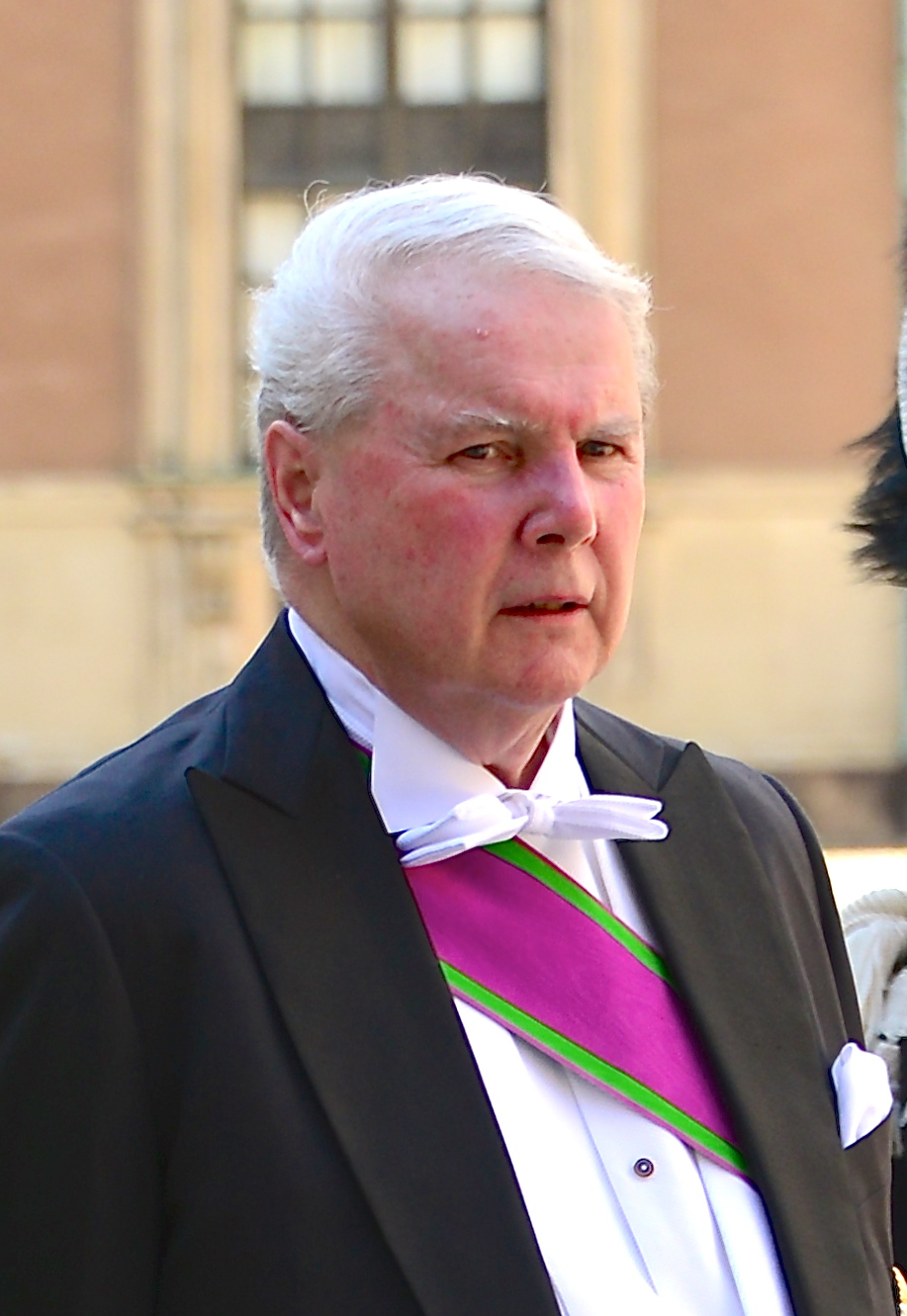
Princ Andreas Sasko-Kobursko-Gothajský s šerpou řádu
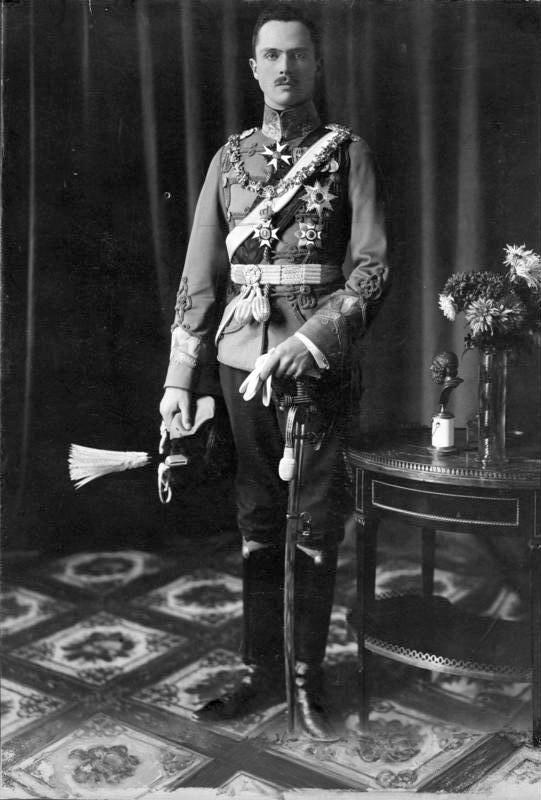
Karel Eduard Sasko-Kobursko-Gothajský s velkokřížem řádu, 1906